# RAF-Avia
RAF-Avia is een Letse luchtvrachtmaatschappij met thuisbasis in Riga.

## Geschiedenis
RAF-Avia werd opgericht in 1990 door de minibusfabriek Rīgas Autobusu Fabrika in Jelgava voor het vervoer van onderdelen vanuit de voormalige Sovjet-Unie. Vanaf 1994 werd de maatschappij omgezet in een private onderneming met een grote staatsdeelname. Vanaf 1999 is het geheel private onderneming.

## Vloot
De vloot van RAF Avia bestaat uit: (feb. 2007)
- 1 Antonov AN-74TK
- 1 Antonov AN-26(A)
- 4 Antonov AN-26B
- 2 Saab SF340